# Vészhelyzet (6. évad)
Ez az oldal tartalmazza a Vészhelyzet tévésorozat 6. évadja epizódjainak listáját. Ezenfelül megtalálható a vetítés első időpontja az amerikai NBC csatornán.
| Epizód | Évad | Premier              | Tartalom |
| ------ | ---- | -------------------- | --- |
| 114    | 6x1  | 1999. szeptember 30. | (Leave It to Weaver / Weaver a nyerő): Egy teherautó belerohan a kávézóba pár perccel azután, hogy a hat hónapos terhes Carol kilépett onnan. A sérülteket a kórház traumatológiájára szállítják, ahol Greene doktor, Elizabeth Corday, Benton, Weaver és Carter látják el a baleset áldozatait. Úgy hírlik, Dr. Anspaugh vissza akar térni a műtőasztal mellé, és a kiállhatatlan Romanót készül kinevezni a saját helyére. Amikor ezt bejelentik a vezető orvosoknak, Greene hangot ad nemtetszésének a döntéssel kapcsolatban, de a többiek, köztük Weaver is, jóváhagyják a kinevezést. Romano Weavert nevezi ki a sürgősségi osztály élére, s így a doktornőnek már nem marad ideje a mentorságra Lucy mellett. Jeanie asszisztál egy AIDS beteg kezelésénél, akinek a fia is HIV pozitív. Carolt mélyen meghatja, ahogy az új, Horvátországból származó orvos egy kis beteggel bánik. Benton és Carla egy családi tanácsadáson vesznek részt Reese-szel kapcsolatban. Greene édesanyja meghal. |
| 115    | 6x2  | 1999. október 7.     | (Last Rites / Végtisztesség): Green doktor elutazik az édesanyja temetésére. Romano, mindenki legnagyobb meglepetésére előlépteti Elisabethet, és bár Greene óva inti őt a kinevezés elfogadásától, Elisabeth nem fogadja meg a tanácsát. Greene–hez kerül egy húszéves beteg, aki a bőrrák végső stádiumában van, és a szülei nem kívánják meghosszabbítani a szenvedéseit egy esetleges újjáélesztéssel. Amikor azonban a lány egy pillanatra magához tér, kéri Greene-t, hogy ne hagyja meghalni. Greene eleget tesz a beteg kérésének, és bár tudja, hogy ezzel csak perceket nyerhet, mindent megtesz érte. Amikor a szülők ezt meglátják, panaszt emelnek Weavernél. Carter barátnője, Elanie mellrákkal Elisabethhez kerül, de bármennyire is próbálja titkolni a betegségét, Carter kifaggatja a doktornőt. Jeanie szeretné örökbe fogadni az AIDS beteg kisbabát, és rádöbben, hogy feleségül akar menni Reggie-hez. Carla azt mondja Bentonnak, lehet, hogy nem is ő Reese apja. Carol egyre szimpatikusabbnak találja Kovacot. |
| 116    | 6x3  | 1999. október 14.    | (Greene with Envy / Szakmai féltékenység): Greene tudta nélkül Weaver új orvost hív az osztályra Dr. Lawrence személyében, akit a sürgősségi ellátás atyjaként ismernek. Egy kétes eset kapcsán hamarosan nézeteltérés alakul ki köztük, és Markot meglehetősen rosszul érinti, hogy Elisabeth Lawrence pártját fogja. Ez azonban nem okoz gondot egymás iránti érzéseik kibontakozásában, és kapcsolatuk egy új szakaszba lép. Greene-nek némi elégtételt jelent, hogy hamarosan sikerül bebizonyítania Lawrence egyik tévedését. Romano Elisabethet bízza meg egy újságíró körbevezetésével az osztályon. A túlbuzgó riporter rémülten igyekszik megmenteni a betegeket Cartertől, akiről kiderül, hogy még szakvizsga előtt áll. Elaine-n, Carter barátnőjén elvégzik a súlyos beavatkozást. Egy kamasz lövöldözést rendez, de szerencsére senki nem sérül meg. Weaver csodálatos meglepetéssel készül Jeanie és Reggie esküvőjére. |
| 117    | 6x4  | 1999. október 21.    | (Sins of the Fathers / Apai mulasztások): Corday doktornő egy újság címlapján találja magát egy cikk mellett, mely a kórház elkeserítő állapotát mutatja be az olvasóknak. Romano megsértődik azon, hogy az ő képe kisebb, mint a doktornőé. Carol összebarátkozik egy hét hónapos terhes, állástalan pincérnővel, akinek nincs pénze arra, hogy a szükséges ellenőrző vizsgálatokat megcsináltassa, és úgy dönt, segít neki. Egy neveletlen, négyéves kislány Cleohoz kerül, aki a hosszadalmas vizsgálatok után az osztály dolgozóinak legnagyobb örömére hazaengedi őt. Nem sokkal később súlyos állapotban szállítják be, és Cleo túl későn veszi észre, hogy a rengeteg vitamin végzetes vas túladagolást okozott. Elisabeth elmarasztalja Bentont, amiért az operált, amikor a sürgősségi osztályon kellett volna lennie. Romano saját maga akarja írni a beosztását, és ezzel szeretné szabaddá tenni a péntekjeit. Egy tizenhét éves öngyilkos fiú esete kapcsán Lucy észreveszi, hogy Lawrence emlékezetkihagyásban szenved. Malucci megígéri, hogy átadja egy súlyos sérültnek a felesége üzenetét, de ezt már csak a férfi halála után teheti meg. |
| 118    | 6x5  | 1999. november 4.    | (Truth & Consequences / A következményeket viselni kell): Egy kémiaórán történt robbanás sérültjeit szállítják be a sürgősségi osztályra. Az egyik diák apja rátámad arra a fiúra, aki viccből kicserélt néhány vegyszert, és ezzel a balesetet okozta. Greene-nek sikerül lefognia a magából kikelt apát, de a férfi hirtelen rosszul lesz, és Carter segítségével kétségbeesetten próbálják meg újraéleszteni. Malucci egy súlyosan megégett lányt kezel, de hiába próbálkozik, a lány kétségbeesésén nem tud segíteni, ezért csodálattal nézi Lucyt, aki néhány kedves szóval megnyugtatja. A nehéz helyzetben Lawrence láthatóan teljesen összezavarodik, s ezt Greene és Weaver is észreveszik. Carol pártfogoltjáról, Megről kiderül, hogy kábítószeres, de mielőtt segíthetnének rajta, eltűnik a kórházból. Bentonhoz kerül egy tizenhat éves, súlyosan sérült fiú, akinek a kezeléséhez az apja felajánlja másik fia, Aaron és a saját vérét, de kiderül, hogy Aaron HIV pozitív. Elaine és Carter ismét egymásra talál. |
| 119    | 6x6  | 1999. november 11.   | (The Peace of Wild Things / Vad dolgok békéje): Egy öregek otthonában tűz üt ki, és a sérülteket a sürgősségi osztályra szállítják. Carterhez kerül egy férfi, aki súlyos szívelégtelenségben szenved, és amikor a felesége nagy nehezen aláírja a papírokat, miszerint nem kéri az újraélesztését, meghal. Maluccinak problémát okoz egy idős hölgy betegségének diagnosztizálása. Váratlan robbanás okoz riadalmat az egyik kezelőben, pont akkor, amikor az új recepciós, Andrew munkába áll. Hathaway meglátogatja Meget az új munkahelyén, és rajtakapja, amint egy kábítószerárussal tárgyal. Reggie segítségével mindkettejüket letartóztatják. Weaver nehéz helyzetbe kerül Lawrence-szel kapcsolatban, aki egy nyilvánvaló hibája kapcsán bevallja Weavernek, hogy kezdődő Alzheimer kórban szenved, és kénytelen elismerni, hogy vissza kell vonulnia. Benton apasági tesztet csináltat, hogy megtudja, ő-e Reese apja. Jeanie kilép, hogy minden idejét a fiának szentelhesse. |
| 120    | 6x7  | 1999. november 18.   | (Humpty Dumpty / Lelkiismereti kérdések): Egy baleset helyszínén Corday ellát egy férfit, akiről hamarosan kiderül, hogy elrabolt egy autót a sofőrjével, egy asszonnyal együtt. A nőt azóta sem találják. A férfinek életveszélyes sérülése van, és sürgős beavatkozást igényel, de Cordaynek sikerül rávennie, hogy mondja el, hol találhatják meg az áldozatot. A nőnek számos szúrt sebe van, és Weaver és Kovac minden igyekezete ellenére meghal a kórházban. Nem sokkal később kiderül, hogy meg is erőszakolták, s amikor ez Corday tudomására jut, teljesen összezavarodik, hiszen egy gyilkos életének megmentéséhez járult hozzá. Weaver felajánlja Kovac doktornak, hogy foglalja el Dr. Lawrence helyét. Dr. Lawrence aláveti magát egy neurológiai kivizsgálásnak, majd nekilát összepakolni, de távozása előtt még segít a tapasztalatlan Carternek. Cleohoz kerül egy tizenöt éves srác, akiről azt feltételezik, hogy kábítószeres, de hamarosan kiderül, hogy alkohol okozta a rosszullétét. A fiú anyja, aki alkoholista, megtagadja a hozzájárulását fia kezeléséhez.                                                                     |
| 121    | 6x8  | 1999. november 25.   | (Great Expectations / Szép remények): Elizabeth vendégül látja Greene édesapját és a lányát Hálaadáskor, és a közös ünneplés nem várt izgalmakat tartogat mindannyiuk számára. Kovac doktor a segítségére siet Carolnak, akire a metróban jönnek rá a szülési fájások. Amikor beérnek a balesetire, Weaver világra segíti Carol első gyermekét, majd felszállítják a szülészetre, ahol a szülésznő és a nőgyógyász folytatja a kezelést. Az epidurális érzéstelenítés után azonban kritikus helyzet áll elő, és már arra sincs idő, hogy Carolt elaltassák, mert gyors császármetszésre van szükség a baba életének megmentése érdekében. |
| 122    | 6x9  | 1999. december 16.   | (How the Finch Stole Christmas / Karácsony a kórházban): Karácsony este a végkimerülés szélén álló Carol két pici hathetes lányát beviszi a sürgősségi osztályra, mert Kate belázasodott. Kovac doktor megvizsgálja a kicsit, és megnyugtatja Carolt, hogy nincs semmi komoly baj. Eközben Corday doktornő egy olyan férfit vizsgál, aki nőket gyilkolt és erőszakolt meg, s most komolyan inzultálja Elizabethet. A doktornő észreveszi, hogy a férfinek trombózisa van, és annak heves tiltakozása ellenére végül is sikerül rávennie, hogy hagyja magát megműteni. Egy huszonnégy éves szívátültetésre váró lánynál Lucy észreveszi, hogy egy bonyolult azonnali műtéttel meg lehetne menteni az életét. Az egyetlen orvos, aki végrehajthatná a beavatkozást, Romano doktor, de ő visszautasítja Lucy kérését, mert szabadnapos. Carter titkos meglepetést szervez az osztály dolgozóinak. |
| 123    | 6x10 | 2000. január 6.      | (Family Matters / Családi bonyodalmak): Egy rendőr arra kéri Corday doktornőt, hogy derítse ki, hol rejtette el Rollins áldozatának holttestét. A férfi csak akkor hajlandó ezt elárulni, ha a doktornő segít neki meghalni. Carter egy új rezidensben felismer egy régi diákot, aki annak idején abbahagyta a tanulmányait, de most mindent megtesz azért, hogy megfeleljen az elvárásoknak. Egy testvérpár kerül Kovac doktorhoz: a tizennyolc éves Dillon és szellemileg sérült tizennégy éves öccse, Jake. A fiúk egyedül élnek, Dillon viseli öccse gondját. Kovac igyekszik segíteni nekik, de Weaver kihívja a szociális munkásokat, akik úgy döntenek, hogy Dillion nem tudja megfelelően ellátni a testvérét, és elviszik az ijedt Jake-et. Greene doktor apja elszökik az öregek otthonából és hazaköltözik. Ezért Greene megkéri, hogy inkább költözzön hozzá. |
| 124    | 6x11 | 2000. január 13.     | (The Domino Heart / Dominó szív): Lucy betege, Valerie Page visszatér a kórházba, hogy elvégezhessék rajta a szívátültetést. Egy fertőzés miatt kockázatos a beavatkozás, ám Lucy arra bátorítja, hogy ne várjanak tovább. Greenehez kerül egy homoszexuális férfi, akit a partnere kísért el a kórházba, s hamarosan kiderül, hogy a beteget rendszeresen bántalmazza a társa. Chen egy öreg Parkinson-kórban szenvedő beteget kezel, de amikor a néni lánya arra kéri, hogy tartsák bent a mamáját, nem hajlandó eleget tenni a kimerült nő kérésének. Corday doktornőnek megköszönik, hogy segített rács mögé juttatni a veszélyes gyilkost. Malucci a spanyoltudásával segíti ki Cleot, akinek két betege egy különleges mexikói kábítószer utóhatásától lett rosszul. Hathaway visszatér az osztályra, de hatalmába keríti a szülés utáni depresszió. |
| 125    | 6x12 | 2000. február 3.     | (Abby Road / Nővér vagy orvos): A szülészeten dolgozó nővér, Abby Lockhart harmadéves medikusként a sürgősségi osztályra kerül, és hamarosan tapasztalhatja a különbséget a két osztály munkája között. Cleo egy tizenhárom éves fiút kezel, aki láthatóan kisebb kortársainál, s akit ezért az osztálytársai rendszeresen megvernek. A srácnak súlyos bakteriális fertőzése van, amit valószínűleg azoktól a újrahasznált fecskendőktől kapott, amivel az interneten keresztül beszerzett növekedési hormont adja be magának. Benton megígéri egy fiatal lánynak, akinek az arcát kutyaharapás tette tönkre, hogy ingyen elvégzi a plasztikai műtétet, de Romano nem hajlandó térítésmentesen biztosítani a műtőt. Kovac és Hathaway megpróbálnak segíteni egy krónikusan beteg hároméves kisfiún, akinek az anyja szándékosan idézi elő a gyerek tüneteit. |
| 126    | 6x13 | 2000. február 3.     | (Be Still My Heart / Érted ver a szívem): Abby páciense, egy nyolcvanegy éves hölgy, akinek életveszélyes fertőzése van, nem akarja, hogy meggyógyítsák, s Carter azt tanácsolja a lánynak, hogy engedjen a beteg kérésének. Malucci és Chen egymással versengve próbál ellátni egy beteget, de eközben elfelejtenek odafigyelni a páciensre. Egy négytagú család autóbalesetet szenved, és a szülőket nem sikerül megmenteni. A szomorú hírt Kovac doktornak és Carolnak kell a gyerekekkel közölnie. Corday doktornő mamája meglátogatja a lányát a kórházban, és elismerőleg nyilatkozik a munkájáról. Lucy egy huszonhárom éves joghallgatót kezel, akiről először azt gondolja, hogy egyszerű migrénje van, de a fiú hamarosan furcsán kezd viselkedni, és Lucy úgy gondolja, hogy mindenképpen konzultálnia kell egy pszichiáterrel. |
| 127    | 6x14 | 2000. február 17.    | (All in the Family / A mi kis családunk): A szörnyű gyilkosság helyszínén, Weaver véletlenül talál rá a szinte élettelen Carterre és Lucyra. A rendőrség lezárja a helyszínt és megkezdik a feltételezett tettes, Lucy szkizofrén betegének a felkutatását. Greene és Corday egy családi vacsoráról rohannak be a kórházba, hogy segíteni tudjanak. Anspaugh tanácsát megfogadva a kollégák meg tudják menteni Carter veséjét, miközben Romanónak és Elizabethnek sikerül stabilizálnia Lucy állapotát. Amikor már úgy tűnik, minden rendben, a lány állapota hirtelen rosszabbra fordul. |
| 128    | 6x15 | 2000. február 24.    | (Be Patient / Egy kis türelem): Kovac doktor szeme láttára üt el egy autó egy tízéves kislányt, Laura Williamst, aki súlyos sérüléseket szenved. Kovac nem várja meg a mentőautót, hanem egy arra járó segítségét kéri, hogy a kislányt a kórházba szállítsák, s később kiderül, ezzel az életét menti meg. Corday doktornő mamája és Greene doktor édesapja között szoros viszony alakul ki. Greene tudomására jut, hogy az édesapja súlyos tüdőrákban szenved, s amikor megpróbál beszélni az apjával, kiderül, hogy ő pontosan tudja, mi vár rá. Hathaway megpróbál segíteni egy tizennégy éves lánynak, akinél méhnyakrákot diagnosztizálnak, ami egy alkalmi partnerétől származó fertőzés következménye. A lány fél bevallani a szüleinek, hogy aktív szexuális életet él, ezért kétségbeesésében öngyilkosságot követ el, és hamarosan visszakerül az osztályra. Carter keményen küzd azért hogy javuljon az állapota. |
| 129    | 6x16 | 2000. március 23.    | (Under Control / A helyzet ura): Green doktor ügyelete rémálommá változik, miközben ő kétségbeesetten igyekszik rákos apját rávenni arra, hogy ne utasítsa el a szükséges kezeléseket. Corday doktornő mindenképpen meg akarja menteni egy agyhalott beteg szerveit későbbi esetleges átültetések céljára. Carter ismét munkába áll, majd meglátogatja a nagymamáját. Carolt folyamatosan telefonon hívogatja a gyerekeire vigyázó dada. Abby egy súlyos tévedést követ el, ami az egyik betege halálához vezet. Dave akaratán kívül nagyon kellemetlen helyzetbe kerül. |
| 130    | 6x17 | 2000. április 6.     | (Viable Options / Életképes megoldások): Greene és Corday összekap, mert Mark nem egyezik bele abba, hogy Elisabeth kezelje az apját. Weavert felfüggesztik, mert nem hajlandó eleget tenni Romano utasításának egy szellemileg sérült lány esetében. Kovac doktornak és Corday doktornőnek szembe kell néznie a veseátültetésre várók rohamával, és mikor végre sikerül döntésre jutniuk, Kovacnak ellenvetése merül fel a kiválasztott személyével kapcsolatban. Cleo és Benton is magukra haragítják Romanót, mert egy receptet olyan csapnivalóan állítanak ki, hogy az majdnem egy ember életébe kerül. Chen egyik betege nem hajlandó elmondani a lányának, hogy milyen betegségben szenved. |
| 131    | 6x18 | 2000. április 7.     | (Match Made in Heaven / Égben kötött szerződés): Greene édesapjának egyre romlik az állapota, ezért arra kéri a fiát, hogy helyezze el egy szociális otthonban. Carter kis híján végzetes tévedést követ el, amikor azt hiszi egy építőmunkásról, hogy csak megjátssza a sérülését. Carol bölcsődébe adja a lányait, és elárulja Marknak, hogy Doug szeretné, ha Seattle-be költöznének mindannyian. Finch arra kéri Bentont, hogy bírálja felül Corday doktornő döntését egy autóbalesetet szenvedett kamasszal kapcsolatban. Abbynek segítenie kell egy ötgyerekes anyukán, aki ismét terhes, és komolyan foglalkozik az abortusz lehetőségével. Egy levél érkezik az osztályra Lucy nevére, melyben közlik, hogy elfogadták jelentkezését a kórház pszichológiai osztályára. |
| 132    | 6x19 | 2000. április 27.    | (The Fastest Year/ A leggyorsabb év): Greene szabadnapot vesz ki, hogy haldokló apját ápolhassa, de így is a sürgősségin köt ki, mert apját be kell vinnie tüdőgyulladással. Cartert folyamatosan gyötrik az ellene elkövetett merénylet vissza-visszatérő képei, és végül felkeresi Samantha Sobrickit, a gyilkos feleségét, hogy megtudja, mi vezethetett a férj megőrüléséig. Carol és Luka együtt járják a várost, hogy használt autót vegyenek, s egy meghitt pillanatban egészen közel kerülnek egymáshoz. Weaver-nek lejár a felfüggesztése. Abby egyik betegének csontvelő átültetésre lenne szüksége, de az anyja nem akar beleegyezni a műtétbe. Benton és Cleo együtt reggelizik Benton nővérével. |
| 133    | 6x20 | 2000. május 4.       | (Loose Ends / Elvarratlan szálak): Carter a munkájába temetkezik, hogy enyhülést találjon az átélt traumára. Ám amikor megszegi az osztály szabályzatát és elvégez egy beavatkozást, amit nem lenne szabad megcsinálnia, magára haragítja Weavert és Kovac doktort is. Luka összetűzésbe keveredik Benton doktorral is, aki számon kéri rajta, hogy nem fordít kellő figyelmet a betegek utógondozására, Carollal való kapcsolatát pedig alaposan megzavarja egy Dougtól érkező születésnapi ajándék. Chen el akarja érni, hogy minden újszülöttön végezzenek el genetikai vizsgálatot, és ezért még arra is képes, hogy megvesztegesse Romanót. Corday megpróbál segíteni egy anorexiás lánynak, aki mindenképpen el akarja hagyni a kórházat. Halála előtt Greene doktor édesapja Elisabethnek ajándékozza felesége egyik nyakláncát és bevallja a fiának, hogy mennyire büszke rá. |
| 134    | 6x21 | 2000. május 11.      | (Such Sweet Sorrow / Édes keserűség): Carol újraéleszt egy végső stádiumban lévő rákos beteget, hogy elbúcsúzhasson a családjától, és rádöbben, hogy mennyire rövid az élet. Miután gyorsan elköszön Lukától és Marktól, rohan a repülőtérre, hogy Seattle-be utazzon Doughoz. Carter elmeállapota egyik napról a másikra romlik, míg végül majdnem egy nő halálát okozza. Chen észreveszi a hibát, és figyelmezteti Markot, hogy Carter nem minden pillanatban beszámítható. Weaver megpróbál rendet teremteni az osztályon, ahol szerinte mindenki félvállról veszi a munkáját, s felelősségre vonja Abbyt, aki elhamarkodottan állított fel egy téves diagnózist, anélkül, hogy a szükséges speciális vizsgálatokat elvégezte volna. Corday felajánlja Maluccinak, hogy elfogulatlan értékelést ad neki a munkájáról. Mark a lánya társaságában készül az apja temetésére. |
| 135    | 6x22 | 2000. május 18.      | (May Day / S.O.S.): Egy iskolai lövöldözés helyszínén Kovac és Benton vitába bonyolódnak azon, hogy melyik sérült állapota súlyosabb; a szerencsétlenül járt támadóé vagy egyik áldozatáé. Kovac később arra próbál meg rávenni egy megkéselt terhes nőt, hogy magzata érdekében adja beleegyezését egy műtétbe. Abby rajtakapja Cartert, amint titokban fájdalomcsillapítót ad be magának. Beszél Greene-nel, aki Weaver elé viszi az ügyet. Carter mindent tagad, de Greene eltiltja a betegektől és papírmunkával bízza meg. Később Chen, Anspaugh, Benton és Weaver véleményét kikérve Greene ultimátum elé állítja Cartert: vagy hajlandó Atlantába utazni egy szanatóriumba, vagy kirúgják. A sértett Carter erre felmond és éppen elhagyni készül a kórházat, amikor Benton figyelmezteti arra, hogy ne felejtse el, mi történt az unokatestvérével. Carter felháborodásában megüti Bentont, majd teljesen összeroppan, és engedve orvostársainak Atlantába utazik, hogy egy három hónapos elvonókúrán vegyen részt. |